# André Leipold
André Leipold (* 12. November 2001 in Altötting) ist ein deutscher Fußballspieler, der aktuell beim FK Pardubice spielt.

## Karriere

### Jugend
Leipold begann seine Karriere beim TV Altötting, bevor er 2010 in die Jugendabteilung des FC Red Bull Salzburg wechselte. 2013 folgte sein Wechsel in die Jugend des FC Bayern München. 2014 wechselte er zur SpVgg Unterhaching, da ihm im NLZ der Münchner der „Wohlfühlfaktor“ fehlte. Von 2014 bis 2018 spielte er für DFI Bad Aibling, bevor er 2018 zur U19-Mannschaft von Wacker Burghausen wechselte.

### Beginn im Herrenbereich
Am 19. September 2020 debütierte Leipold beim 4:2-Heimsieg gegen den TSV Buchbach im Ligapokal Regionalliga Bayern für die erste Mannschaft von Wacker Burghausen, als er in der 73. Spielminute für Nicholas Helmbrecht eingewechselt wurde. Am 25. Oktober 2020 debütierte er beim 5:1-Heimsieg gegen den VfR Garching in der Regionalliga Bayern, als er in der 67. Spielminute für Felix Bachschmid eingewechselt wurde. Seine Mannschaft erreichte den fünften Platz im Ligapokal und das Viertelfinale im Bayerischen Toto-Pokal. Die Mannschaft erreichte in der Liga den zehnten Platz, jedoch wurde die Liga abgebrochen und nicht alle Mannschaften hatten die gleiche Zahl an Spielen bestritten.
Beim 8:0-Heimsieg am 27. Juli 2021 gegen den TSV 1860 Rosenheim traf Leipold erstmals bei einem Ligaspiel für die erste Mannschaft. Bis zum 24. Spieltag der Regionalliga Bayern kam er in der Saison 2021/22 auf 22 Einsätze und neun Tore. Zudem erreichte er mit seiner Mannschaft das Achtelfinale im Toto-Pokal, schied dort jedoch gegen den TSV 1860 München im Elfmeterschießen aus.

### Wechsel nach Darmstadt & Leihe nach Würzburg
Am 2. Januar 2022 wechselte André Leipold zum Zweitligisten SV Darmstadt 98 und unterschrieb dort einen Vertrag bis 2025. Am 9. April 2022 debütierte er bei der 3:1-Niederlage gegen den 1. FC Nürnberg in der 2. Bundesliga, als er in der 60. Spielminute für Braydon Manu eingewechselt wurde. Sein Debüt endete mit einem Eigentor in der 90+6. Spielminute. Unter Torsten Lieberknecht kam Leipold in dieser Spielzeit nicht mehr zum Einsatz und beendete die Saison auf dem vierten Platz in der Liga. Im Januar 2023 wurde er bis Saisonende an den Regionalligisten Würzburger Kickers ausgeliehen, nachdem er zuvor nur auf vier Kurzeinsätze in der 2. Bundesliga kam.
Am 24. Februar 2023 debütierte er beim 1:1-Heimspiel gegen Türkgücü München für die Würzburger, als er in der 75. Spielminute für Domenico Alberico eingewechselt wurde. Bis zum Ende der Spielzeit kam er für Würzburg zu 15 Einsätzen in der Regionalliga.

### Wechsel nach Österreich und Tschechien
Zur Saison 2023/24 kehrte Leipold dann nicht mehr nach Darmstadt zurück, das in seiner Abwesenheit in die Bundesliga aufgestiegen war, sondern wechselte ein zweites Mal nach Österreich, wo er sich dem Zweitligisten SV Lafnitz anschloss. Für Lafnitz absolvierte in der Saison 2023/24 alle 30 Spiele in der 2. Liga und erzielte dabei 13 Tore, womit er der beste Torschütze der Steirer war.
Zur Saison 2024/25 wechselte Leipold nach Tschechien zum Erstligisten FK Pardubice.